# Der Wal im Wasserturm
Der Wal im Wasserturm ist ein Bilderbuch von Rüdiger Stoye aus dem Jahr 1971. Es wurde mehrfach neu aufgelegt, zuletzt 2008. Von Sándor Ferenczy wurde es zudem 1974 als Hörspiel bearbeitet.

## Inhalt
Der rasch wachsende „Fisch“, den Jan aus einem Nebenfluss der Elbe geangelt hat und in seiner Badewanne hält, entpuppt sich als junger Wal. Als die Badewanne zu klein wird, scheint ein großes Becken im Wasserturm, in dem Jans Vater Wärter ist, eine geeignete Herberge. Doch auch der Platz hier reicht bald nicht mehr aus.

## Hintergrund

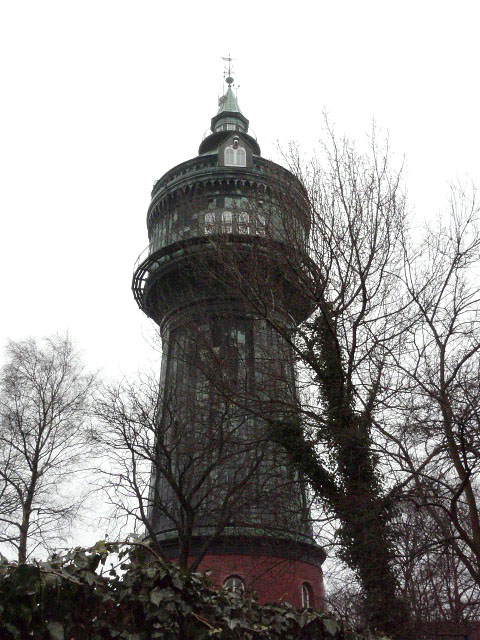
Der Lokstedter Wasserturm (Februar 2009)

Im Buch gezeichnet ist der Wasserturm Hamburg-Lokstedt.

## Kritiken
Der Eppendorfer schrieb: „Kindern steht der Mund offen, wenn sie hören, was sich hier zugetragen hat“. Westermanns Monatshefte hoben in einer zeitgenössischen Rezension die „phantastische Geschichte mitten aus unserer modernen Umwelt“ hervor. Auch Klaus Doderers Lexikon der Kinder- und Jugendliteratur von 1975 sieht das Buch von phantastischen Motiven bestimmt. Für Stefanie Eckmann-Schmechta von der kinderbuch-couch ist das Buch auch über 30 Jahre nach seiner Erstveröffentlichung noch „packende und faszinierende Bilderbuchunterhaltung (…) mit tollen Bildern“. Das Buch wurde auf die Ehrenliste des Hans Christian Andersen Preises gesetzt.

## Hörspiel
Das Hörspiel wurde vom Walt Disney Musikverlag mit Hamburger Sprechern realisiert: neben Gerda Gmelin, Karl-Heinz Kreienbaum, Hermann Lenschau und Dénes Törzs u. a. auch die Klasse 7c von 1974 des Gymnasiums Hamburg-Bramfeld.

## Ausgaben (Auswahl)
- Der Wal im Wasserturm, Broschek Verlag 1971
- Der Wal im Wasserturm, Moritz Verlag 2008 ISBN 978-3895651984